# Maladera manipurana
Maladera manipurana är en skalbaggsart som beskrevs av Brenske 1898. Maladera manipurana ingår i släktet Maladera och familjen Melolonthidae.
Artens utbredningsområde är Manipur (Indien). Inga underarter finns listade i Catalogue of Life.